# 美国联邦航空管理局
美国联邦航空管理局（英語：Federal Aviation Administration，縮寫：FAA）是美国运输部下属、负责民用航空管理的机构；其管辖范围包括机场的建设与运行、航空交通管制、飞行员及飞机资质认证、在商用航天器的发射与回收时对财产进行保护。国际民用航空组织将美国附近国际水域的管理下发给美国联邦航空管理局管理。美国联邦航空管理局与欧洲航空安全局同为世界上主要的航空器适航证颁发者。

## 主要業務
美國聯邦航空管理局的任務包含：
- 規範美國商用太空運輸
- 規範空中導航設施的分布及飛安檢查標準
- 促進航太科技發展
- 發布、中止或撤銷飛行執照
- 規範民用航空以提升美國境內的飛航安全
- 為民間及軍方研發並運行航空管制及導航系統
- 研發國家空域系統
- 開發並執行控制飛機噪音等，降低民用航空對環境影響的計畫

## 批评

### 波音737 MAX型飞机停飞
受埃塞俄比亚航空302号班机空难和狮子航空610号班机空难事件影响，并且两次空难发生间隔只有短短5个月，出于安全考虑，多国民航主管部门和航空公司开始对波音737 MAX 8型或Max下所有型号采取了停飞限制。但是美国联邦航空管理局拒绝在美国暂时停飞波音737 Max 8。2019年3月12日，美国联邦航空管理局表示其审查结果没有显示“系统性能问题，无法为飞机停飞提供依据”。部分美国参议员呼吁FAA暂时停飞波音737 Max系列飞机，直至对埃塞俄比亚航空302号班机空难的调查结束。美国运输部部长赵小兰说：“如果美国联邦航空管理局确定飞机有安全问题，会立刻采取行动。”2019年3月13日，美国总统特朗普发表电视讲话表示，美国联邦航空管理局已经发布紧急命令，停飞所有波音737 MAX飞机，要求美国各航空公司停止使用波音737 MAX客机执行商业飞行，禁止各国的波音737 MAX飞机飞经美国空域。西南航空和美国航空受此影响最大。

## 組織架構
- Airports (ARP) （页面存档备份，存于）:
- Air Traffic Organization (ATO):
- Aviation Safety (AVS) （页面存档备份，存于）:
- Commercial Space Transportation (AST) （页面存档备份，存于）:

## 外部連結
- FAA官方網站 （页面存档备份，存于）